# استفان کاسارد
استفان کاسارد (انگلیسی: Stéphane Cassard؛ زادهٔ ۱۱ نوامبر ۱۹۷۲) بازیکن فوتبال اهل فرانسه است.
از باشگاه‌هایی که در آن بازی کرده‌است می‌توان به باشگاه فوتبال لو آور، باشگاه فوتبال سوشو، باشگاه ورزشی مون‌پلیه، باشگاه فوتبال استراسبورگ، و باشگاه فوتبال تروا اشاره کرد.